# レーダーホーゼン (村上春樹)
『レーダーホーゼン』は、村上春樹の短編小説。

## 概要
| 初出     | 書き下ろし                                         |
| 収録書簡 | 『回転木馬のデッド・ヒート』（講談社、1985年10月） |

短編小説集『回転木馬のデッド・ヒート』に収められた書き下ろし作品である。その他の短編8編のうち7編は、「街の眺め」という副題付きで『IN★POCKET』の1983年10月号（創刊号）から1984年12月号まで隔月で掲載された。

### 英訳
| タイトル | Lederhosen                 |
| 翻訳     | アルフレッド・バーンバウム |
| 初出     | 『Granta』.February, 1992  |
| 収録書簡 | 『The Elephant Vanishes』  |

## あらすじ
妻の友人はエレクトーンの教師で大学二年生のときに両親が離婚して以来、アパートを借りて一人暮らしをつづけていた。
「母が父親を捨てたのよ」とある日妻は僕に教えてくれた。「半ズボンのことが原因でね」
興味を持った僕は妻の友人を家に招き、話を聞くことにした。

## 重訳バージョン
本作は後にアルフレッド・バーンハイムが雑誌の意向を受けて短く訳したものを村上がさらに日本語に訳すという作業が行われた。
この重訳バージョンの『レーダーホーゼン』は、『象の消滅 短篇選集 1980-1991』（新潮社、2005年3月）および、CDブック『村上春樹ハイブ・リット』（アルク、2008年11月）に収録されている。